# 狭舌垂头菊
狭舌垂头菊（学名：Cremanthodium stenoglossum）为菊科垂头菊属的植物，为中国的特有植物。分布于中国大陆的青海等地，生长于海拔3,700米至4,700米的地区，常生长在高山草甸、沼泽地、灌丛中、水边、岩石隙中以及高山流石滩，目前尚未由人工引种栽培。